# Campionati europei di skeleton 2008
I Campionati europei di skeleton 2008, quattordicesima edizione della manifestazione organizzata dalla Federazione Internazionale di Bob e Skeleton, si sono tenuti il 17 e il 18 gennaio 2008 a Cesana Torinese, in Italia, sulla pista di Cesana Pariol, il tracciato sul quale si svolsero le competizioni del bob, dello skeleton e dello slittino ai Giochi di Torino 2006. La località piemontese ha quindi ospitato le competizioni europee per la prima volta nel singolo maschile e in quello femminile. Anche questa edizione si è svolta con la modalità della "gara nella gara" contestualmente alla quinta tappa della Coppa del Mondo 2007/2008 e ai campionati europei di bob 2008.

## Risultati

### Skeleton uomini
La gara si è disputata il 18 gennaio 2008 nell'arco di due manches e hanno preso parte alla competizione 17 atleti rappresentanti 8 differenti nazioni.
| Pos. | Atleti               | Nazione     | Tempo   | Distacco |
| ---- | -------------------- | ----------- | ------- | -------- |
|      | Kristan Bromley      | Regno Unito | 1:55.28 |          |
|      | Sebastian Haupt      | Germania    | 1:55.93 | +0.65    |
|      | Adam Pengilly        | Regno Unito | 1:56.29 | +1.01    |
| 4    | Anthony Sawyer       | Regno Unito | 1:56.33 | +1.05    |
| 5    | Martins Dukurs       | Lettonia    | 1:56.36 | +1.08    |
| 6    | Florian Grassl       | Germania    | 1:56.38 | +1.10    |
| 7    | Aleksandr Tret'jakov | Russia      | 1:56.63 | +1.35    |
| 8    | Frank Rommel         | Germania    | 1:56.80 | +1.52    |
| 9    | Tomass Dukurs        | Lettonia    | 1:57.15 | +1.87    |
| 10   | Markus Penz          | Austria     | 1:57.36 | +2.08    |

### Skeleton donne
La gara si è svolta il 18 gennaio 2008 nell'arco di due manches e hanno preso parte alla competizione 11 atlete rappresentanti 6 differenti nazioni.
| Pos. | Atleti           | Nazione     | Tempo   | Distacco |
| ---- | ---------------- | ----------- | ------- | -------- |
|      | Anja Huber       | Germania    | 1:58.54 |          |
|      | Svetlana Trunova | Russia      | 1:58.61 | +0.07    |
|      | Kerstin Jürgens  | Germania    | 1:58.77 | +0.23    |
| 4    | Jessica Kilian   | Svizzera    | 1:58.94 | +0.40    |
| 5    | Amy Williams     | Regno Unito | 1:59.74 | +1.20    |
| 6    | Desirée Bjerke   | Norvegia    | 2:00.71 | +2.17    |
| 7    | Ol'ga Korobkina  | Russia      | 2:00.91 | +2.27    |
| 8    | Marion Trott     | Germania    | 2:01.60 | +3.06    |
| 9    | Maggie Davis     | Regno Unito | 1:01.57 | -        |
| 10   | Undīne Vītola    | Lettonia    | 1:01.59 | -        |

## Medagliere
| Pos.   | Paese       | Oro | Argento | Bronzo | Totale |
| ------ | ----------- | --- | ------- | ------ | ------ |
| 1      | Germania    | 1   | 1       | 1      | 3      |
| 2      | Regno Unito | 1   | 0       | 1      | 2      |
| 3      | Russia      | 0   | 1       | 0      | 1      |
| Totale | Totale      | 2   | 2       | 2      | 6      |